# Karsberget
Karsberget är ett naturreservat i Gällivare kommun i Norrbottens län.
Området är naturskyddat sedan 2010 och är 2,4 kvadratkilometer stort. Reservatet omfattar berget med sluttning dels i väster mot Råneälven och dels i öster mot ett myrområde. Reservatet består av tallskog och granskog.  